# Alex Taylor
Pour les articles homonymes, voir Taylor et Alex Taylor (homonymie).
 (juin 2021).
Alex Taylor, né le 13 août 1957 à Luton, est un journaliste, animateur de radio et de télévision franco-britannique exerçant en France. Il est connu du public pour avoir présenté l'émission Continentales au début des années 1990 sur FR3 et pour sa revue de presse européenne sur France Inter, radio pour laquelle il a travaillé pendant plus de 30 ans.

## Biographie
Alex Taylor est né le 13 août 1957 à St Austell, en Cornouailles, Grande-Bretagne. Il a gagné le 1er prix de langues vivantes (Mod Lang. Scholarship French and German) au Collège de Pembroke de l'Université d'Oxford en 1976, dont il obtient le diplôme en 1980.
Juste après son arrivée en France, il est l'un des membres fondateurs de la première version de la radio libre gay Fréquence Gaie entre 1981 et 1986. Il y fait des bulletins d'information, la chronique sportive (au 2e degré), la chronique de jardinage et de bricolage en alexandrins, puis l'émission des petites Annonces d'Amour et de Tendresse. Il fait assez tôt son coming out.
En 1984, il passe pour la première fois à France Inter, dans l'émission Télescopages de Philippe Meyer, émission humoristique sur les médias à laquelle il participe toutes les semaines pendant 6 ans. Il anime également d'autres émissions pour France Inter, notamment des tranches de l'Oreille en coin, une émission d'été sur les langues (Azertyuiop) puis L'Inconnu du 17 h 31, une quotidienne d'été où il parcourt les gares SNCF de France à la rencontre de personnages inédits. Parallèlement, il gagne sa vie en tant que lecteur d'anglais aux universités de Paris X et XII ainsi qu'à l'École normale supérieure.

## Émissions de télévision
Au début des années 1990, il présente et produit l'émission Continentales sur FR3 puis France 3 reprise par TV5 et La Cinquième – un panorama quotidien de 2 h 30 composé de journaux télévisés d'actualité de toute l'Europe, sous-titrés en un temps record en français. Initialement à visée plutôt pédagogique pour l'apprentissage des langues, l'émission gagna vite en notoriété grand public grâce à sa couverture de la 1re guerre du Golfe, étant à l'époque la seule émission d'actualité en direct le matin. Tous les étés l'émission devient Continentales d'été, l'actualité remplacée par des séries télévisées anglophones diffusées en version originale sous-titrée (notamment Chapeau melon et bottes de cuir, et Les Craquantes (Golden Girls). C'est Continentales et son Eurojournal qui le font connaître. Après Continentales, il passe une année à Arte produisant et présentant Confetti aux côtés d'Annette Gerlach.
En 1996, Alex Taylor devient Directeur des Programmes français de Radio France internationale. Il était notamment chargé de la mise en place du nouveau format du tout-actu 24h/24h - format qui continue jusqu'à aujourd'hui. En 1995 il assure également, pendant 5 ans, la revue de presse européenne tous les matins dans la matinale sur France Inter.
En 1999, il fonde sa propre société de production, Continental Connection, qui produit notamment la série Europuzzle sur l'identité nationale en Europe, primé aux Thèmes 2001 comme meilleure émission culturelle sur net et satellite en France. Il anime, de 2000 à 2006, Vivre en Europe sur la Chaîne parlementaire, une émission mensuelle de 56' enregistrée au Parlement Européen sur l'actualité de cette institution (Bruxelles et Strasbourg).
Ayant déjà travaillé sur Fréquence Gaie dans les années 1980, il est, en 1992, le premier animateur de télévision en France à dire ouvertement qu'il est gay. Il fait la couverture (avec photo de tête, habillé) du numéro 2 du magazine Têtu.
Au Concours Eurovision de la chanson 2004, il est le porte-parole de la France, annonçant les points du jury français attribués lors du vote final.
En 2005 Alex Taylor rejoint la nouvelle chaîne gay Pink TV pour y présenter Élevons le débat - un débat hebdomadaire en public.
De septembre 2010 à juin 2011, Alex Taylor coprésente avec Émilie Munera la tranche matinale de France Musique avant d'animer sur cette même antenne de septembre 2011 à juin 2013 une émission de rencontres Voyage en moi Majeur le dimanche à 22 heures.
En 2013 il devient le premier intervieweur « à visage » sur Euronews avec son émission I-Talk, interviewant des responsables européens sur différents thèmes (la chaîne avait jusque-là évité de mettre des animateurs à l'antenne en raison de ces multiples canaux linguistiques). Il présente également pendant une saison Cousinades, l'émission prime-time du samedi soir de TV5 Monde, un florilège de productions francophones.
En septembre 2013, Alex Taylor est de retour sur l'antenne de France Inter tous les matins avec une revue de presse européenne diffusée à 6 h 50. À la rentrée 2015, il participe à la chronique Les Experts d'Europe 1. En dehors des chaînes françaises il a également présenté plusieurs émissions pour la BBC (Channel Hopping sur les britanniques vivant en Europe de 1992 - 1995, et Vox Deutschland où il était le présentateur de BBC Exclusiv en allemand.)

## Événementiel et autre
Parallèlement à sa carrière de journaliste, de 2000 à aujourd'hui, il a animé plus de 1 200 conférences et conventions, institutionnels et corporate — en particulier grâce à sa connaissance de six langues européennes : l’anglais, le français, l’allemand, l’espagnol, l’italien et le néerlandais. Il a travaillé pour des clients institutionnels comme les Nations-Unies, Unesco, la Commission et le Parlement européens ainsi que pour un grand nombre de clients corporate comme Airbus, Cartier, Engie, Air France, France Télécom, L’Oréal, Bouygues, Renault, HSBC, EDF. Il a également animé des événements avec des personnalités comme la Reine d'Angleterre, les présidents Clinton et Mandela et nombre de ministres européens. Depuis 2015 il travaille également comme consultant pour Richard Mille.
Alex Taylor a cessé de faire du journalisme régulier en 2017 à la suite du référendum sur le Brexit de façon à pouvoir s'exprimer plus librement. Il est néanmoins souvent invité sur les chaînes news en France, comme BFMTV, LCI, France InfoTV, où il intervient à titre gratuit. Il fait quelques chroniques sur LCP et i24news.
En mars 2016, il annonce qu'il va demander la nationalité française en raison du Brexit,. Il est naturalisé français le 9 novembre 2017.
En 2019, le ministre de l'Enseignement Jean-Michel Blanquer lui demande de rédiger avec Chantal Mannes un rapport sur l'enseignement des langues vivantes en France, rapport qui propose nombre de réformes. Depuis septembre 2020 il enseigne le journalisme international à La Sorbonne Nouvelle.
Alex Taylor est Chevalier (1994), puis Officier (2017) des Arts et des Lettres. Il a, en juin 2022, plus de 70 000 followers sur son compte Twitter où il commente le Brexit, notamment avec ses fameux « Je n'invente rien ».

## Publications
- Anglais : Collège, Éditions de la Cité (ISBN 978-2-84410-059-7)
- Anglais : Lycée, Éditions de la Cité (ISBN 978-2-84410-065-8)
- Journal d'un apprenti pervers, Paris, Éditions JC Lattes, 2007, 304 p. (ISBN 978-2-7096-2961-4)
- Bouche bée, tout ouïe, Paris, Éditions JC Lattes, coll. « Essais et documents », 2010, 268 p. (ISBN 978-2-7096-3069-6)
- Quand as-tu vu ton père pour la dernière fois ?, Paris, Éditions JC Lattes, 2014, 231 p.  (ISBN 978-2-7096-4223-1)
- Brexit: l'autopsie d'une illusion, Paris, JC Lattès, 2019, 200 p.  (ISBN 9782709656122)

### Sources à exploiter
- Comment le Brexit a fait entrer Alex Taylor, l'Anglais préféré des Français, au Panthéon. Vanity Fair
- https://www.huffingtonpost.fr/entry/non-les-americains-nauront-pas-notre-seul-vrai-moment-europeen-leurovision_fr_60a7c24be4b0313547966426
- Philippe Vandel, « Alex Taylor : "Tout me prédisposait à être hétérosexuel" », sur francetvinfo.fr, 5 février 2014 (consulté le 13 novembre 2023)
- Cécile Reto, « Après le Brexit, le journaliste Alex Taylor ne veut plus jouer « l’Anglais de service » », sur euractiv.fr, 26 septembre 2019 (consulté le 13 novembre 2023)
- https://www.huffingtonpost.fr/entry/pourquoi-leurope-pue-le-poisson_fr_5d35751fe4b020cd9945d6d9